# Te Daré Lo Mejor
Te Daré Lo Mejor é o quinto álbum ao vivo do cantor cristão mexicano Jesús Adrián Romero, lançado em 2004. Foi gravado na cidade de Tijuana para um público de mais de três mil pessoas em 20 de novembro de 2004.
No Brasil, é distribuído pela BV Films.

## Faixas
O álbum é constituído pela seguintes faixas:
1. "Alzad oh puertas" - 4:43 - Jesús Adrián Romero, Mike Rodríguez, Daniel Fraire
2. "Te daré lo mejor" - 5:19 - Jesús Adrián Romero
3. "Tú nos creaste" - 5:07 - Jesús Adrián Romero, Daniel Fraire
4. "No a nosotros" - 4:53 - Jesús Adrián Romero, Daniel Fraire
5. "Quiero entender" - 6:30 - Jesús Adrián Romero, Mike Rodríguez, Daniel Fraire
6. "Con brazo fuerte" - 4:06 - Jesús Adrián Romero
7. "Celebraré tu amor" - Jesús Adrián Romero
8. "Te vengo a bendecir" - Jesús Adrián Romero, Mike Rodríguez, Daniel Fraire
9. "De tal manera" - 6:09 - Misael Jimenez - Soloist: Abel Zavala
10. "Abre los cielos" - 6:33 - Jesús Adrián Romero
11. "Un destello de tu gloria" - 5:33 - Jesús Adrián Romero
12. "Tú estás aquí" - 5:01 - Jesús Adrián Romero, Mike Rodríguez - Duet with Marcela Gandara
13. "Tú has sido fiel" - 6:58 - Jesús Adrián Romero, Pecos Romero, Mike Rodríguez, Daniel Fraire
14. "Al estar ante Ti" - Jesús Adrián Romero, Mike Rodríguez, Daniel Fraire - Soloist: Alejandro del Bosque